# Prosactogaster erdosi
Prosactogaster erdosi är en stekelart som beskrevs av Szelényi 1958. Prosactogaster erdosi ingår i släktet Prosactogaster och familjen gallmyggesteklar. Arten är reproducerande i Sverige. Inga underarter finns listade i Catalogue of Life.